# Centimo
Centimo (z hiszp. centesimo, z łac. centum = „sto” l. mn. centimos) – jednostka monetarna wprowadzona po raz pierwszy w 1854 r. w Hiszpanii równa w momencie wprowadzenia 1/100 reala, od 1864 r. – 1/100 escudo, od 1869 r. – 1/100 pesety. Centimo bito również w hiszpańskich Filipinach.
Centimo istnieje/istniało również w(na):
- Wenezueli (1/100 boliwara) – od 1896 r.
- Kostaryce (1/100 colona) – od 1903 r.
- Paragwaju (1/100 guarani),
- Wyspach Świętego Tomasza i Książęcej (1/100 dobry) w 1977 r.
- Peru (1/100 inti) – 1985–1987.